# Gong drum
El gong drum es un instrumento musical de percusión membranófono. Se trata de un tipo de tambor de un único parche que produce un sonido potente y resonante al ser golpeado. El parche puede ser tensionado de forma que no produzca sensación de tono (música), o de forma que produzca tonos determinados.

## Historia
Los modelos de bombo conocidos como gong drums comenzaron a proliferar a principios del siglo XIX en las orquestas de Reino Unido. Estos eran de un solo parche y su tono se consideraba mejor que el del bombo usual de dos parches.  Debido a que en estos modelos se utilizaba un sistema de tensión con pernos de hierro —en lugar del habitual sistema por cuerdas— la tensión era más fácil de controlar, si bien se trataba de un sistema más laborioso. Para obras como el Requiem de Verdi, donde el compositor solicita que las cuerdas estén bien tensionadas para los golpes seco e molto forte del 'Dies irae', pero aflojadas para las notas ppp en el 'Mors stupebit', se trataba de un sistema menos apropiado, si bien puede interpretarse mediante el uso de dos instrumentos.

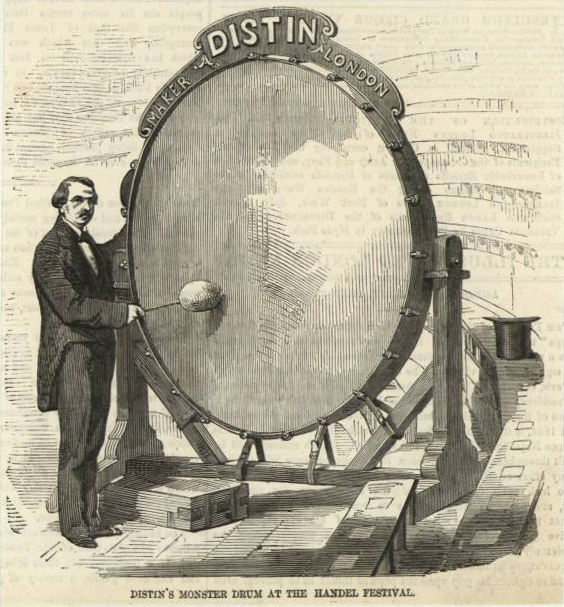
El 'monster drum' de Distin realizó su estreno en Londres, en 1857, con motivo de un festival.

Existía además frecuentemente una demanda de bombos más grandes, parecidos a la forma en que existe el bombo orquestal hoy en día. Henry Distin se hizo cargo de esta inquietud cuando la firma Messrs. Distin produjo y patentó en 1857 su Monster Bass Drum (lit. bombo monstruoso), un gong drum el cual se consideró durante mucho tiempo como el bombo más grande del mundo. Tenía una altura total de unos ocho pies —siendo el parche de unos 7 pies de diámetro (casi 2,5 metros)— y un aro con 30 piezas de sostén machihembradas. El parche, de unos 7 milímetros de espesor, parece que se fabricó a partir de la piel de un buey ganador de un concurso de ganadería, si bien otras fuentes afirman que se importó piel de búfalo.
Aunque estos instrumentos fueron populares en el siglo XIX, particularmente en Inglaterra, su uso decayó con el tiempo.